# PJ Morton
PJ Morton, pseudonimo di Paul Morton Jr. (New Orleans, 29 marzo 1981), è un cantautore, musicista e produttore discografico statunitense, dal 2012 tastierista di supporto dei Maroon 5. Nella sua carriera da solista Morton ha pubblicato 7 album in studio e vinto due Grammy Award per i brani How Deep Is Your Love e Say So, in collaborazione rispettivamente con Yebba e JoJo.

## Vita personale
Morton è nato da Debra Brown Morton e dal cantante statunitense gospel Paul S. Morton il 29 marzo 1981 a New Orleans, Louisiana, Stati Uniti. Attualmente è sposato con Kortni Morton.

## Carriera

### Maroon 5
La grande occasione per Morton è venuta nel 2010, quando il suo amico e direttore musicale dei Maroon 5, Adam Blackstone, gli ha chiesto di fare un provino come tastierista di supporto della band. Da allora ha suonato con i Maroon 5 in diversi concerti e spettacoli dal vivo. Dal 2012 ha preso il posto del tastierista della band, Jesse Carmichael, che, come annunciato nel sito ufficiale del gruppo, si stava prendendo una pausa temporanea. Nel 2012 si unisce alla band come membro permanente, incidendo gli album Overexposed, V e Red Pill Blues. Attualmente risulta ancora parte del gruppo, tant'è che è apparso anche durante l'esibizione della band all'halftime show del Super Bowl 2019.

### Contratto con Young Money e New Orleans
Il lavoro da solista di Morton suscitò l'attenzione del presidente della Young Money, Mack Maine, che nel 2011 ha firmato col cantante un contratto per le sue società Soothe Your Soul e Young Money. Maine riconobbe immediatamente il lavoro di Morton insieme ai co-CEO Ronald "Slim" Williams e Bryan "Birdman" Williams di Cash Money Records. Su Morton e sull' EP "Following My First Mind" (commercializzato il 27 marzo 2012), Maine ha detto: Ho firmato con PJ perché la sua musica non si limita a placare le orecchie, ma placa anche l'anima. La sua musica davvero influisce sulle vostre emozioni e arriva fino alla vostra mente. Abbiamo visto per molti anni come PJ fosse un artista speciale e ora grazie a Young Money Entertainment essere in grado di condividere la sua musica in generale, in tutto il mondo che arriva a conoscerla.
Il 14 maggio 2013 Morton ha pubblicato il suo primo album YMCMB, New Orleans, che comprende il singolo Only One, il quale è stato nominato per un Grammy nel 2014.

### Gumbo e Paul
Nel 2016, Morton si è trasferito a New Orleans ed ha fondato l'etichetta discografica The New Orleans Motown. Nello stesso anno ha iniziato a lavorare all'album Gumbo, pubblicato nel 2017: l'album non è riuscito ad entrare nella classifica album statunitense ma ha ottenuto ottime recensioni da parte della critica: il brano How Deep Is Your Love, incluso nel progetto, gli ha permesso di vincere il suo primo Grammy. Prima dell'album, l'artista ha pubblicato il mixtape Bounce & Soul Vol. 1, contenente essenzialmente cover di brani appartenenti allo stile della Bounce Music, e l'EP Stricking To My Guns. Nel 2018 ha pubblicato l'album natalizio Christmas with PJ Morton. Nel 2019 l'artista ha pubblicato un altro album intitolato Paul, che include collaborazioni con artisti come JoJo e Jazmine Sullivan. L'album ha ricevuto diverse nomination ai Grammy 2020, riuscendo a vincere nella categoria "miglior canzone R&B". Nel 2020 ha pubblicato l'album in studio Gospel According to PJ: From the Songbook of PJ Morton e l'album live The Piano Album.

### Altri lavori
Dopo aver vinto il Grammy per la sua composizione e produzione di "Interested" di India Arie, Morton ha vinto un GMA Dove Award e uno Stellar Award nel 2008.
La sua collaborazione con la crooner gospel DeWayne Woods e la sua testimonianza in Let Go, Let God (che è rimasta in classifica per 70 settimane e ha vinto numerosi premi) hanno poi contribuito alla sua ascesa verso il successo e alla notevole influenza nel genere musicale.
Morton è stato notato anche da A.R. Rahman (autore del film The Millionaire), che ha chiesto a Morton di eseguire Sanja per la colonna sonora della commedia di Vince Vaughn L'isola delle coppie. Morton ha anche scritto e prodotto per musicisti come Jermaine Dupri, LL Cool J, Jagged Edge, Monica, India Arie, e musicisti gospel come Fred Hammond, Men of Standard ed Heather Headley.
Nel 2009 ha pubblicato un libro intitolato Why Can't I Sing About Love?, dove discute sull'idea che la musica sacra e la musica secolare sull'amore provengano dallo stesso luogo, considerando Dio e amore come medesima cosa.

## Discografia

### Da solista
Album in studio
- 2005 – Emotions
- 2010 – Walk Alone
- 2013 – New Orleans
- 2017 – Gumbo
- 2018 – Christmas with PJ Morton
- 2019 – Paul
- 2020 – Gospel According to PJ: From the Songbook of PJ Morton

Album dal vivo
- 2008 – Live from LA
- 2015 – Live Show Kiler
- 2018 – Gumbo Unplugged
- 2020 – The Piano Album

EP
- 2012 – Following My First Mind
- 2016 – Sticking to My Guns

Singoli
- 2012 – Heavy (feat. Adam Levine e James Valentine)
- 2012 – Lover (feat. Lil Wayne)
- 2013 – Only One (feat. Stevie Wonder)
- 2017 – Claustrophobic
- 2018 – How Deep Is Your Love
- 2019 – Say So (con JoJo)

### Con la PJ Morton Band
- 2007 – Perfect Song

### Con i Maroon 5
- 2012 – Overexposed
- 2014 – V
- 2017 – Red Pill Blues